# Грузино-израильские отношения
Грузино-израильские отношения — двусторонние международные дипломатические, политические, экономические, торговые, военные, культурные и иные, исторические и настоящие отношения между Грузией и Израилем. Отношения были установлены 1 июня 1992 года. У Грузии есть посольство в Тель-Авиве, а у Израиля — посольство в Тбилиси.

## История

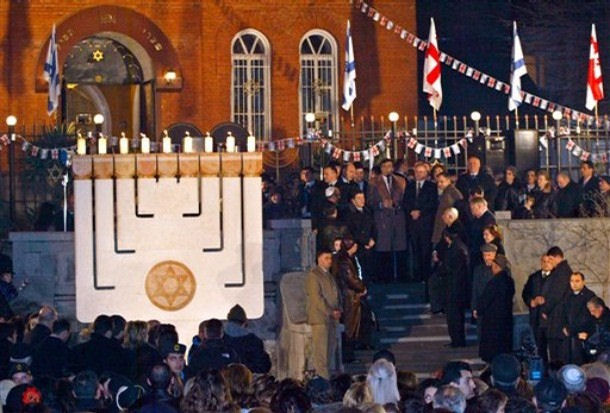
Празднование 60-летия независимости Израиля в Тбилиси

В Израиле проживают 120 000 грузинских евреев, а также 13 000 евреев в Грузии. Во время войны в Грузии в 2008 году израильский МИД заявил, что признает территориальную целостность Грузии и призвал к мирному решению конфликта. В 2012 году Арчил Кекелия был назначен послом Грузии в Израиле. Его две главных задачи — вернуть во владение Монастырь Святого Креста в Иерусалиме, захваченный Греческой православной церковью 300 лет назад, а также укреплять экономические связи с Израилем.
После признания президентом США Дональдом Трампом Иерусалима столицей Израиля депутат грузинского парламента от правящей партии Шота Шалелашвили предложил поддержать шаг американского лидера.
В декабре 2018 года заместитель министра иностранных дел Израиля Ципи Хотовели была приглашена в Грузию на церемонию инаугурации новоизбранного президента Саломе Зурабишвили. Хотовели провела встречи с самой президентом, а также с главой грузинского правительства Мамукой Бахтадзе и с министром иностранных дел Давидом Залкалиани. Помимо прочего обсуждался вопрос о переносе грузинского посольства из Тель-Авива в Иерусалим.

## Важные визиты и встречи

### Из Грузии
- 17-19 июня 1995 года, визит Эдуарда Шеварднадзе в Израиль;
- 13-14 января 1998 года, визит президента Грузии Эдуарда Шеварднадзе в Израиль;
- 29 ноября-4 декабря 1998 года, визит председателя парламента Грузии Зураба Жвания в Израиль;
- 5-7 января 2000 года, визит президента Грузии Эдуарда Шеварднадзе в Израиль;
- 20-23 января 2003 года, визит государственного министра Грузии Автандила Джорбенадзе в Израиль;
- 23-27 июня 2003 года, визит председателя парламента Грузии Нино Бурджанадзе в Израиль;
- 26-29 октября 2003 года, визит министра иностранных дел Грузии Ираклия Манагаришвили в Израиль;
- 28-29 июля 2004 года, рабочий визит президента Грузии Михаила Саакашвили в Израиль;
- 31 октября — 1 ноября 2006 года, рабочий визит президента Грузии Михаила Саакашвили в Израиль;
- 22-24 октября 2007 года, визит министра иностранных дел Грузии Гелы Бежуашвили в Израиль;
- 14-15 мая 2008 года, визит президента Грузии Михаила Саакашвили в Израиль.
- 1 мая 2018 года Израиль посетил министр обороны Грузии Леван Изория. Он встретился со своим израильским коллегой Авигдором Либерманом в комплексе «Кирья» в Тель-Авиве. На встрече обсуждались вопросы сотрудничества в области безопасности, двусторонние отношения и военно-политическая обстановка в мире. По окончании встречи был подписан меморандум о взаимопонимании[6].

### Из Израиля
- 7-11 сентября 1998 года — визит Моше Кацава в Грузию;
- 22 марта 1999 года — визит премьер-министра Биньямина Нетаньяху в Грузию;
- 25-26 января 2001 года — визит президента Израиля Моше Кацава в Грузию.

## Торговые и экономические отношения
После распада СССР торговые отношения между Израилем и Грузией заметно крепнут.
| Год  | Экспорт  | Импорт   |
| ---- | -------- | -------- |
| 2000 | 530,1    | 2038,8   |
| 2001 | 537,7    | 802.8    |
| 2002 | 778,4    | 1295,9   |
| 2003 | 957,4    | 1,747.7  |
| 2004 | 1 449,9  | 4 922,8  |
| 2005 | 1 011,0  | 9 659,4  |
| 2006 | 2 337.2  | 22 311.6 |
| 2007 | 13 715,0 | 37 730,9 |

Инвестиции Израиля в экономику Грузии:
| Года             | 2003 | 2004 | 2005 | 2006 | 2007 |
| Основной капитал | 487  | 539  | 1704 | 4084 | 9311 |

В 2016 году торговый оборот между двумя странами составил около $30 млн, а в 2017 году — $91 млн. Основной статьёй израильского импорта из Грузии является закупка нефтепродуктов. Израиль импортирует в Грузию сельскохозяйственные химикаты на сумму ок. $30 млн.
В мае 2018 года министр торговли Израиля Эли Коэн посетил Грузию с официальным визитом. Там он встретился со своим коллегой Дмитрием Кумсишвили. Вместе политики подписали меморандум о начале проверки целесообразности соглашения о свободной торговле между двумя странами.
В октбяре 2020 года было подписано соглашение о регуляции вопросов трудовой миграции, согласно которому граждане Грузии смогут получать разрешение на легальную работу в Израиле в отдельных секторах экономики.

## Список послов

### Послы Грузии в Израиле
- Реваз Гачечиладзе (15.02.1998 — 19.02.2004)
- Лаша Жвания (15.03.2005 — 12.06.2008)

### Послы Израиля в Грузии
- Барух Бер-Нериа (26.06.1993 — 1996)
- Лили Хахам (1996 — 24.04.1998)
- Эхуд Эйтам (24.04.1998 — 03.09.2001)
- Ривка Коэн (03.09.2001 — 18.01.2005)
- Шабтай Цур (18.01.2005 — 07.10.2008)
- Ицхак Герберг (07.10.2008 — 27.08.2012)
- Юуваль Фокс (27.08.2012 — сейчас в должности)

## Сотрудничество в военной сфере
Израиль и Грузия активно сотрудничают в военной сфере. Израиль продавал Грузии бронированные машины и стрелковое оружие, а израильский спецназ и частные подрядчики тренировали грузинских военных. Израиль продал Грузии парк БПЛА, системы для запуска рокет LAR-160, противотанковые мины и бомбовые кассеты. Stratfor и Russia Today заявили 5 августа 2008 года, что Израиль планировал прекратить продажу оружия Грузии из-за возражений России.

## Культурная деятельность
9 марта 2010 года в Доме кино Грузии под патронажем посольства государства Израиля в Грузии прошёл фестиваль Израильского кино. Фестиваль проходил с 9 по 16 марта 2010 года. В рамках фестиваля были показаны следующие фильмы — анимационный фильм Ари Фолмана «Вальс с Баширом»; фильм Шеми Зархина «Звезда Шломи»; фильм Эли Коэна «Рутенберг»; фильм Шая Канота «Колумбийская Любовь»; фильм Амоса Гитая «Кедма»; фильм Йосефа Седара «Бофор»; фильм Ави Нешера «Поверни налево в конце мира».

## Туризм
В 2010 году Израиль и Грузия подписали двустороннее солгашение в сфере туризма и воздушного сообщения. В октябре 2010 года Министр экономики и устойчивого развития Грузии Вера Кобалия посетила Израиль.

## Конфликты
14 октября 2010 года в Грузии были задержаны израильские бизнесмены Зеэв Френкель и Рони Фукс по обвинению в предложении взятки в размере 7 млн долларов заместителю министра финансов Грузии Автандилу Хараидзе. Конфликт связан с требованиями компании Фукса к грузинскому правительству о выплате 100 млн долларов задолженности за ранее сделанные поставки. Фукс был приговорён тбилисским судом к 7, а Френкель — к 6,5 годам тюремного заключения. Это вызвало серьёзную напряжённость в отношениях между странами.